# Försvarsfrämjandet (Sverige)
Försvarsfrämjandet bildades 20 december 1939 med namnet 1939 års försvarsförbund.

## Bildande
Försvarsfrämjandet bildades 20 december 1939 med namnet 1939 års försvarsförbund. Den 17 januari 1940 antogs namnet Försvarfrämjandet genom ett namnbyte.  Initiativtagare var generalmajor Rickman von der Lancken, som också blev Försvarsfrämjandets förste ordförande. Lancken var även aktiv i Sveriges nationella förbund. Den direkt utlösande orsaken till organisationens tillkomst var Sovjetunionens överfall på Finland 30 november 1939. Även utbrottet av andra världskriget några månader tidigare var bidragande.

## Program
Uppgiften skulle enligt förbundet vara att genom upplysning och opinionsbildning arbeta för en förstärkning av det svenska försvaret, med inriktning på att för framtiden kunna förhindra en upprepning av det svaghetstillstånd, som blivit en följd av 1925 års försvarsbeslut. Dessutom såg man positivt på nordisk samverkan inom försvarsområdet.

## Verksamhet

### 1950-1965
Försvarsfrämjandet utgav bland annat tidningen Folkförsvaret utgavs med fyra illustrerade nummer årligen med en upplaga på 35 000 ex per nummer under vissa perioder. En egen förlagsverksamhet (Folkförsvaret Förlags AB) svarade för en årlig produktion av tre-fyra böcker i militära ämnen, framför allt truppslagsmonografier. Under 1950-talet var organisationen som störst, med ett medlemsantal omkring 40 000. Försvarsfrämjandets ekonomi under dessa år medgav en omfattande stödverksamhet åt frivilligorganisationer, särskilt hemvärn och mindre skytteföreningar i Övre Norrland. Under 1950- och 1960-talen kunde de årliga donationerna uppgå i sexsiffriga belopp. Även mausergevär och bokverk utdelades som gåvor.
Under Alf Meyerhöffers tid som ordförande tillkom debattorganet Effektivt Försvar (med begränsad upplaga, omkring 1 500 exemplar, fyra nummer per år). Målgrupp var främst aktivt verksamma militärer. Effektivt Försvar startade 1962 och var avsedd att ifråga om sitt innehåll fylla luckan efter fackorganet Ny militär tidskrift, som av olika skäl upphört året innan. Under denna tidsperiod betraktades Försvarsfrämjandet som nära knutet till Sveriges Nationella Förbund, och övervakades därför av SÄPO.

### 1965-2000
Slutet av 1960-talet ledde för Försvarsfrämjandets del till ett successivt sjunkande medlemsantal och mera ansträngd ekonomi. Under Arvid Erikssons ordförandetid slogs tidskrifterna Folkförsvaret och Effektivt Försvar ihop till ett gemensamt organ: Fritt Militärt Forum.

### 2000-2004
Förbundet förde en tynande tillvaro. Mot slutet av förbundets tillvaro valdes före detta arméchefen Åke Sagrén till ordförande och under dennes ledning lades Försvarsfrämjandet ned år 2004. Medlemmarna uppmanades att istället söka sig till andra försvarvänliga organisationer, till exempel Allmänna försvarsföreningen.

## Kontroverser
Från försvarsledningen riktades kritik mot Försvarsfrämjandet under första hälften av 1960-talet på grund av den kritik av den militära personalvårdspolitiken, som framfördes förbundets tidskrifter. Dessutom ansågs några tidiga artiklar i Folkförsvaret på 1940-talet ha haft en protysk inriktning. Slutligen påtalades att några av Försvarsfrämjandets företrädare under resor runt om i landet hade fällt olämpliga yttranden.

## Ordförande
- 1940–1954 – Rickman von der Lancken
- 1954–1962 - Alf Meyerhöffer
- 1962–1976 - Arvid Eriksson
- 1977–1980 - Hugo Cederschiöld
- 1982–1992 - Sten Ljungqvist
- 1992–2000 - Nils G. Lindström
- 2000–2004 - Åke Sagrén